# Advanced Micro Devices
Advanced Micro Devices (zkráceně AMD) je americká hardwarová společnost působící na celosvětovém trhu, založená 1. května 1969 jako start-up v Silicon Valley, Kalifornie s aktuálním sídlem v Santa Clara, Kalifornie. Soustřeďuje se na vývoj procesorů, APU, GPU a čipsetů. CPU hlavně x86 kompatibilní, čipsety pro příslušné CPU a GPU kompatibilní DirectX, OpenGL, OpenGL ES a OpenCL. Za rok 2020 vykázala firma tržby 9,76 miliardy amerických dolarů (více než 205 miliard korun).
Výroba produktů probíhá u externích dodavatelů: GPU vyrábí TSMC, CPU vyrábí společnost GlobalFoundries spolu se společností TSMC a čipsety vyrábí GlobalFoundries. Grafické karty si vyrábí každá společnost podle sebe.
Největšími konkurenty společnosti AMD je zejména společnost Intel, která vyrábí zejména procesory a čipsety, a nVidia, která vyrábí zejména GPU. V mobilním segmentu výrobci SoC čipů postavených na architektuře ARM. V roce 2011 je AMD 2. největší společností zabývající se vývojem procesorů (hlavně x86 kompatibilní, ale nově též procesory ARM), grafických čipů a čipsetů.
Firma AMD je též významným výrobcem herních a konzolových APU a GPU, například pro konzole PlayStation 4 a Xbox One a nové nadcházející konzole PlayStation 5 a Xbox Series X/S, s novým RDNA2 a Zen 3.

## Popis
V roce 2008 byla společnost AMD mezi 12 největšími ve výrobě polovodičových součástek, v roce 2009 si polepšila na 9. místo.
Společnost AMD se dříve věnovala i vývoji zvukových čipů, různých IO čipů a vývoji vlastních čipsetů pro první procesory Athlon. O obnově vývoje vlastních čipsetů se rozhodlo po odkoupení společnosti ATI.
| Vývoj počtu zaměstnanců | Vývoj počtu zaměstnanců | Vývoj počtu zaměstnanců | Vývoj počtu zaměstnanců | Vývoj počtu zaměstnanců | Vývoj počtu zaměstnanců | Vývoj počtu zaměstnanců | Vývoj počtu zaměstnanců | Vývoj počtu zaměstnanců | Vývoj počtu zaměstnanců | Vývoj počtu zaměstnanců |
| ----------------------- | ----------------------- | ----------------------- | ----------------------- | ----------------------- | ----------------------- | ----------------------- | ----------------------- | ----------------------- | ----------------------- | ----------------------- |
| Datum                   | 2014                    | 2012                    | červen 2011             | leden 2010              | březen 2009             | 2008                    | Q2 2007                 | prosinec 2006           | listopad 2005           | Datum                   |
| Počet zaměstnanců       | 9,687                   | 11 705                  | 11 100                  | 10 400                  | 14 700                  | 15 653                  | 16 719                  | 16 000                  | 18 100                  | Počet zaměstnanců       |

### Vedení
Lisa Su – Výkonná ředitelka a CEO Advanced Micro Devices
- Její kariéra začala v Texas Instruments v oblasti polovodičů a zařízení.
- Před nástupem k AMD pracovala 12 let v IBM, a posléze v roce 2008 u Freescale Semiconductor.
- V roce 2012 nastupuje v AMD na pozici vice prezidentky a provozní ředitelky.
- V roce 2014 nahrazuje dosavadního prezidenta Rory Reada na pozici výkonné ředitelky a CEO

Chekib Akrout – senior vicepresident, hlavní ředitel divize technologií
- Jeho historie ve společnosti AMD začala v roce 2008. Jeho hlavním úkol je dohlížet na vývoj inovativních a průlomových technologií ke zlepšení dalších generací produktů, případně platforem společnosti AMD. Součást úkolu je, aby taky dohlížel na vytváření „roadmap“ na delší časové úseky. Výzkum a vývoj je hlavně okolo procesorů, nástrojů pro IP/Soc atd.
- Jeho profesní minulost na vyšších pozicích začala ve společnosti IBM, kde se postupně dostal na pozici ředitele divize IBM Microelectronics, která vyvíjela vysokorychlostní a širokopásmové mikroprocesory na propojení. Později vedl vývoj procesoru PowerPC používaného v počítačích Apple Macintosh a v konzoly Nintendo GameCube. Následně byl na pozici viceprezidenta vývoje procesorů pro zábavu a embedded zaměření a taky vedl vývoj procesoru Cell používaný partnery Sony, Toshiba, Microsoft (konzole Xbox 360) atd.
- Vystudoval bakalářský stupeň v oboru fyziky na univerzitě Pierre & Marie Curie ve Francii, doktorský stupeň získal v oboru fyziky a elektroniky.

Harry Wolin – senior vicepresident, hlavní právní poradce a tajemník
- Jeho historie ve společnosti AMD začala v roce 2000 na pozici viceprezidenta divize řešící intelektuální vlastnictví. O 3 roky později se dostal na nynější pozici hlavního právního poradce a tajemníka. Je zodpovědný za všechny právní kroky společnosti, vyšetřování ve společnosti a veřejného vystupování, styku s vládou a komunitou a vystupování společnosti. Účastnil se některých velmi důležitých rozhodnutích společnosti jako byla dohoda mezi AMD a společností IBM na společném vývoji výrobních procesů na výrobu IO, dále třeba při odkoupení společnosti ATI nebo při právním sporu se společností Intel pro monopolní chování ze strany Intelu.
- Kromě pracování ve společnosti AMD je taky členem správní rady LifeWorkds, jedná se o největší neziskovou organizaci v Austinu. Dále je členem State Bars of Arizona and Texas. A má registraci na vykonávání právníka v USA.
- Jeho profesní minulost na vyšších pozicích začala ve společnosti Motorola, kde byl od roku 1988 a postupně se propracoval až na pozici viceprezidenta a ředitele pro právní záležitosti divize polovodičových produktů.
- Vystudoval bakalářský stupeň z oboru chemie na univerzitě v Arizoně a vystudoval práva na stejnojmenné univerzitě. V roce 2008 získal ocenění Magna Stella award za inovativní spravování fóra Texas General Counsel.
- Poslední známé bydliště je ve městě Austin ve státu Texas, kde sdílí domácnost s manželkou Tracy a svými 3 dětmi.

### Vývojářská centra
- AMD Submicron Development Center (zkráceně SDC) – centrum slouží pro vývoj nejnovějších technologií[17][18][19][20][21]
  - Založen v roce 1990
  - Celkové investice jsou už přes 700 milionů USD
  - Hlavně se zaměřuje na nové technologie okolo částečně dceřiné společnosti Spansion a to technologií Flash pamětí
  - Spolupracuje s celou řadou společností
- AMD Shanghai Research and Development Center (SRDC)[17]

### Pobočky

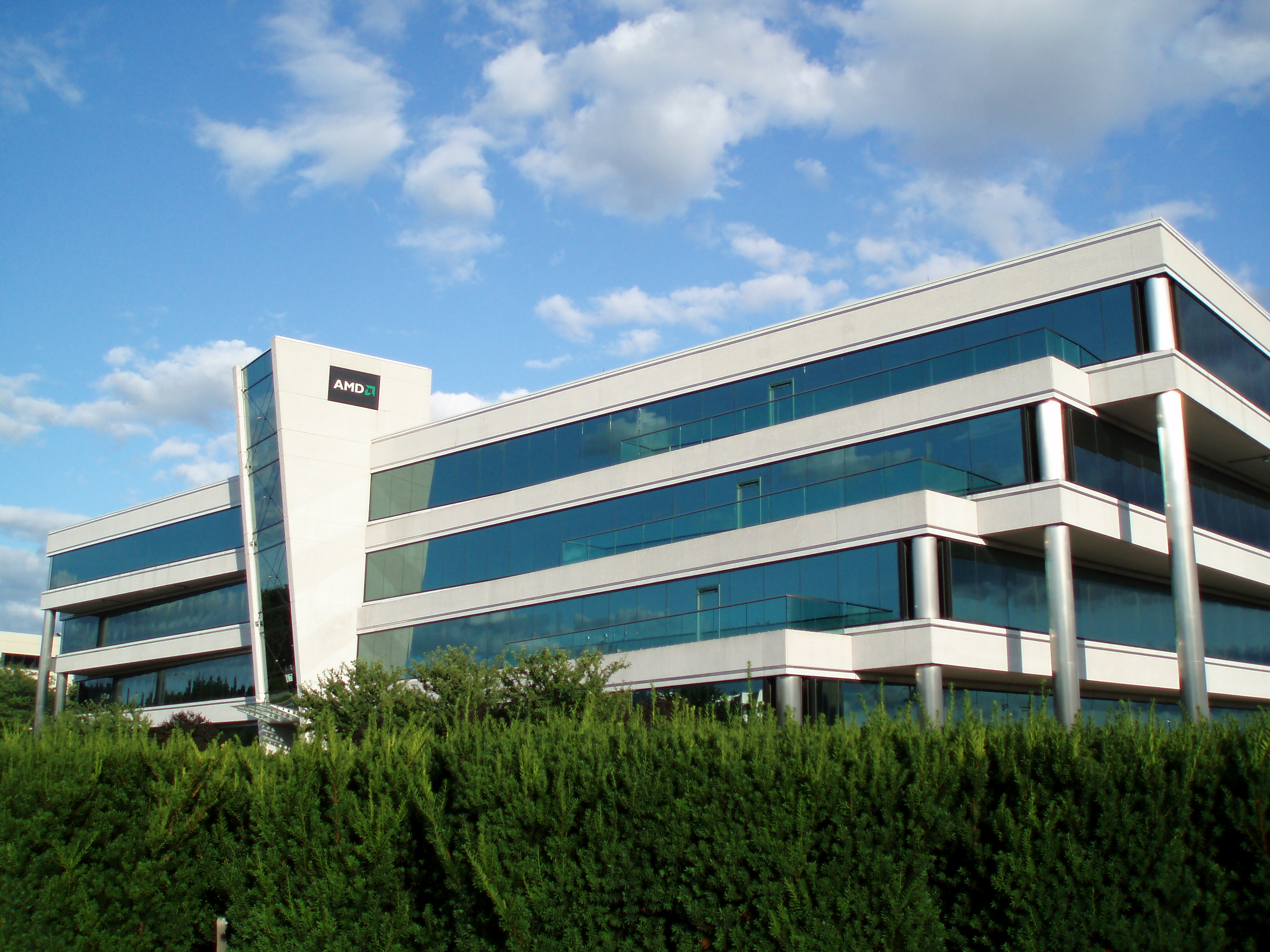
Původní hlavní sídlo firmy ATI, dnes pobočka firmy AMD

| Markham v Ontario – AMD – Obchod Adresa: 1 Commerce Valley Dr. East, Markham, ON L3T 7X6, Canada GPS: 43.838899° N, -79.379713° E | Markham v Ontario – AMD – Obchod Adresa: 33 Commerce Valley Dr. East, Markham, ON L3T 7N6, Canada GPS: 43.839778° N, -79.37849° E Tel a fax: 905-882-2600 a 905-882-2620 | Markham v Ontario – AMD – Obchod Adresa: 10 Commerce Valley Dr. East, Markham, Ontario L3T 7N7, Canada GPS: 43.839973° N, -79.380351° E Tel a fax: 905-882-2600 a 905-882-2620 |

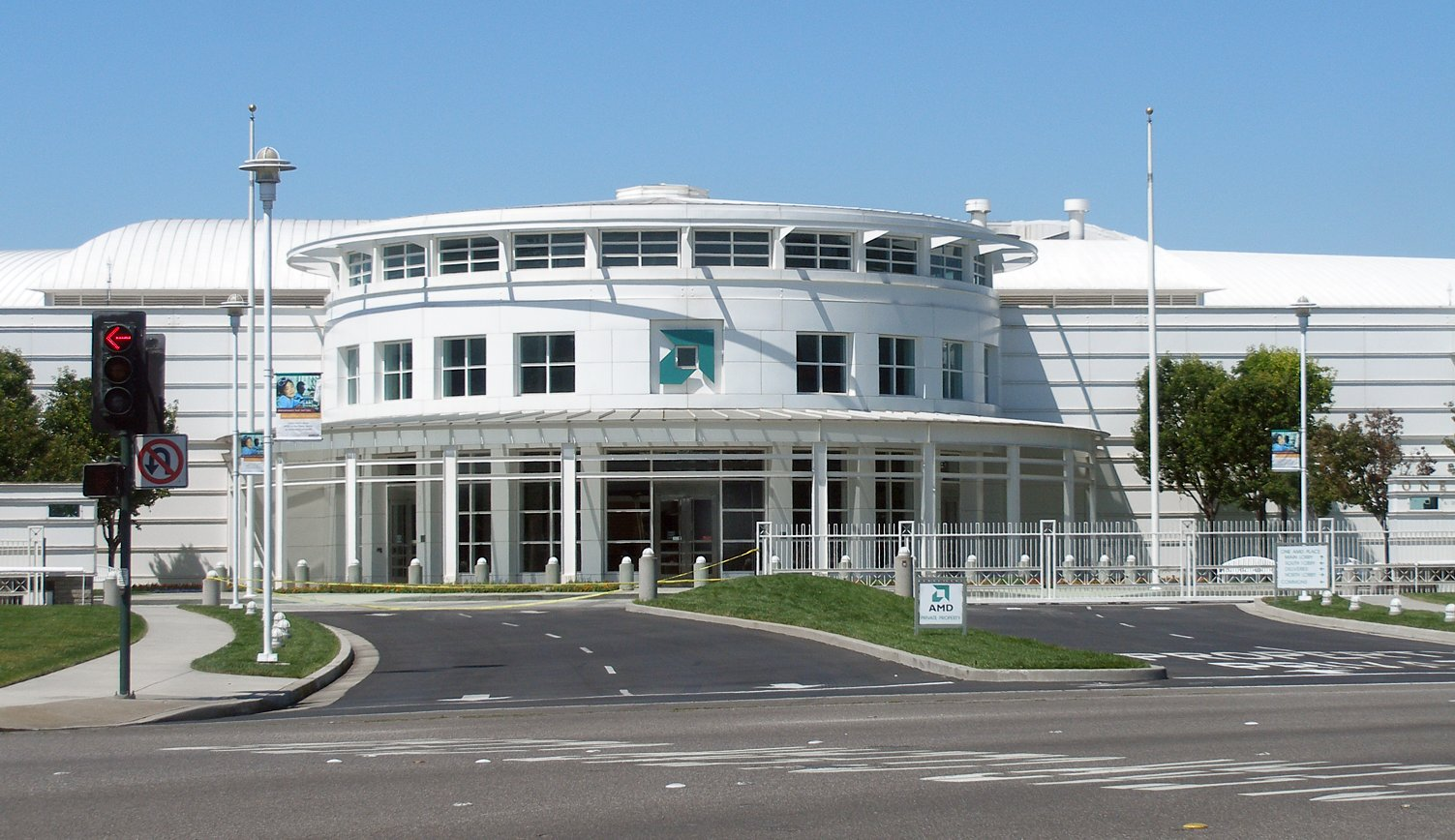
Hlavní sídlo firmy AMD v Sunnyvale v Kalifornii

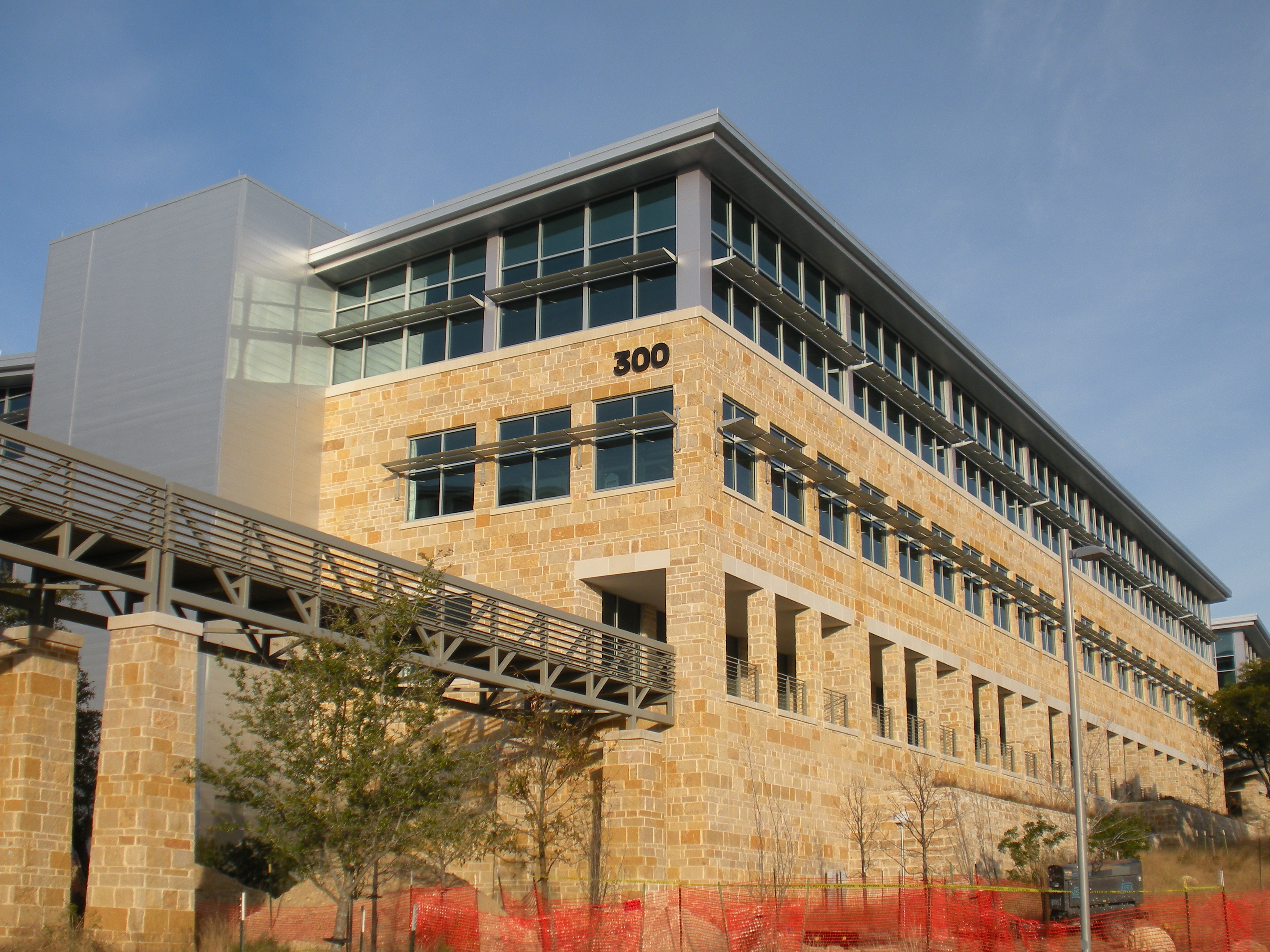
Pobočka firmy AMD LEED-certified v Austin v Texasu

| Sunnyvale v Kalifornii – AMD – Obchod Adresa: One AMD Place, P.O. Box 3453, Sunnyvale, CA, 94088-3453 GPS: 37.386266° N, -121.999829° E Tel: 408-749-4000 | Fort Collins v Colorado – AMD – R&D a Vzhled Adresa: 2950 East Harmony Road, Suite 300, Fort Collins, CO, 80528-9558 GPS: 40.523568° N, -105.036359° E Tel: 970-226-9500 | Orlando na Floridě – AMD – R&D a Vzhled Adresa: 3501 Quadrangle Blvd., Suite 375, Orlando, FL, 32817 GPS: 28.601146° N, -81.214668° E Tel a fax: 407-541-6800 a 407-541-6801 |
| Boxborough v Massachusetts – AMD – R&D a Vzhled Adresa: 90 Central St, Boxborough, MA 01719 GPS: 42.465159° N, -71.464705° E                              | Nashua v New Hampshire – AMD – R&D a Vzhled Adresa: 402 Amhearst Street, Suite 304, Nashua, NH 03063 GPS: 42.707974° N, -71.452117° E                                    | Austin v Texasu – AMD – Obchod, Vývoz (pouze FedEx/DHL) Adresa: 5900 East Ben White Blvd, Bldg 3-Oltorf, Austin, TX 78741 GPS: 30.21349° N, -97.717193° E Tel: 512-602-5204  |
| Austin v Texasu – AMD Austin, Lone Star – Obchod Adresa: 7171 Southwest Pkwy, Austin, TX 78735 GPS: 30.251436° N, -97.863403° E Tel: 512-602-1000         | Houston v Texasu – AMD – Prodej Adresa: 20333 State Highway 249, Suite 320, Houston, TX 77070 GPS: 29.98808° N, -95.573131° E                                            | Bellevue ve Washingtonu – AMD – R&D a Vzhled Adresa: 2002 – 156th Ave. NE, Suite 300, Bellevue, WA 98007 GPS: 47.627865° N, -122.1324° E Fax: 425-378-9460                   |
| Portland v Oregonu – AMD Adresa: 902 SW Sixth Ave., Mezzanine Floor, Portland, OR 97204                                                                   | | |

| Drážďany v Německu – R&D Micro Devices | Camberley v Anglii – AMD UK Ltd. – Obchod Adresa: The Coliseum, Riverside Way, Watchmoor Park, Camberley, Surrey, GU15 3YL Tel a fax: + 44 1276 803100 a + 44 1276 684127        | Miláno v Itálii – Advanced Micro Devices Spa – Prodej Adresa: Via Montefeltro, 4, 20156 Milano Italy Tel a fax: + 39 02 3008161 a + 39 02 33497689 |
| Moskva v Rusku – AMD International Sales and Services Ltd. – Prodej Adresa: Presnenskiy val, 19, Moscow, Russia 123557 Tel a fax: + 7 495 726 55 05 a + 7 495 726 55 04 | Mnichov v Německu – Advanced Micro Devices GmbH – Obchod a prodej Adresa: Einsteinring, 24, 85609 Dornach/Aschheim, Munich, Germany Tel a fax: + 49 89 450 530 a + 49 89 406 490 | Paříž ve Francii – AMD – Prodej Adresa: 121 rue d'Aguesseau, 92100 Boulogne-Billancourt, France Tel: + 33 1 41 03 15 51                            |
| Varšava v Polsku – AMD – Prodej Adresa: ul. Grochowska 341/32, 03-838 Warszawa, Poland Tel a fax: + 48 22 698 85 46 a + 48 22 698 85 46                                 | | |

| Sydney v Austrálii – AMD Far East Ltd Adresa: Level 9, 123 Epping Road, North Ryde NSW 2113 Tel: (+61) 2 8877 7222 | Peking v Číně – AMD – Obchod Adresa: 19/F North Building, Raycom Infotech Park Tower C, No. 2 Science Institute South Rd., Zhong Guan Cun, Haidian Dist. Tel: 86-10-82861888 a Fax: 86-10-82861999 |

| Buenos Aires v Argentině – AMD – Prodej Adresa: Av. del Libertador 602, piso 16, C1001ABT – Buenos Aires, Argentina GPS: -34.588704° N, -58.38197° E Tel a fax: (54-11) 4877-6400 a (54-11) 4877-6416 | São Paulo v Brazílii – AMD South America Ltda. – Prodej Adresa: Av. Luis Carlos Berrini, 1645 – 10º andar – Conjunto 101, Brooklin – São Paulo – SP, Cep.: 04571-011, Brasil GPS: -23.61118° N, -46.694853° E Tel a fax: (55-11) 3478-2150 a (55-11) 3478-2200 | Ciudad de México v Mexiku – AMD – Prodej Adresa: Blvd. Manuel Ávila Camacho No. 40, Torre Esmeralda 1, Piso 18, Col. Lomas de Chapultepec, México DF, CP 11000 – México GPS: 19.40873° N, -99.194442° E Tel a fax: 52-55-9138-0240 a 52-55-5520-9113 |

| Dubaj v UAE – Advanced Micro Devices Inc. Adresa: Emaar Business Park 2, Suite 304C, 3rd Floor, Dubai, United Arab Emirates Tel a fax: +971 4 427 2626 a +971 4 427 2627 |

### Spolupráce
V červnu 2011 na FDS (Fusion Developer Summit) Jem Davies ohlásil jménem společnosti ARM spolupráci se společností AMD na podpoře a rozvoji API OpenCL.

Server SemiAccurate zabývající se IT informoval, že společnost AMD a Amkor spolupracují na použití technologií pro lepší integraci přídavných čipů na samotný grafický čip, přímo se jedná o technologie TSV (Through Silicon Via) a Silicon interposer. To by mělo umožnit do budoucna společnosti AMD integrovat na GPU, třeba grafickou paměť pro snížení spotřeby v mobilním a konzolovém segmentu.

Dlouhodobě spolupracuje s firmou IBM, využívá její vývoj výrobních procesů, technologií v oblasti CPU a další.

### Finance
| Finance za rok | Finance za rok         | Finance za rok      | Finance za rok                         | Finance za rok                  | Finance za rok    | Finance za rok    | Finance za rok    | Finance za rok          | Finance za rok |
| Rok            | Obrat (Celkové příjmy) | Příjem – Hrubý zisk | Příjem – Čistý zisk                    | Provozní výnosy (Provozní zisk) | Přímé náklady     | Náklady na vývoj  | Celková aktivita  | Celkový vlastní kapitál | Rok            |
| -------------- | ---------------------- | ------------------- | -------------------------------------- | ------------------------------- | ----------------- | ----------------- | ----------------- | ----------------------- | -------------- |
| 2010           | ▲ 6,5 miliard USD      |                     | ▲ 471 milionů USD                      | ▲ 848 miliónů USD               |                   |                   | ▼ 5 miliard USD   | ▲ 1 miliard USD         | 2010           |
| 2009           | ▼ 5,4 miliard USD      |                     | ▲ 293 milionů USD (▲ 301 milionů USD)  | ▲ 664 milionů USD               |                   |                   | ▲ 9,1 miliard USD | ▲ 648 milionů USD       | 2009           |
| 2008           | ▼ 5,8 miliard USD      |                     | ▲ -3,1 miliard USD                     | ▲ -2 miliard USD                |                   |                   | ▼ 7,7 miliard USD | ▼ -82 milionů USD       | 2008           |
| 2007           | ▲ 6 miliard USD        | ▼ 2,3 miliard USD   | ▼ -3,4 miliard USD                     | -2,9 miliard USD                | ▲ 3,8 miliard USD | ▲ 1,9 miliard USD | 11,6 miliard USD  | 3 miliard USD           | 2007           |
| 2006           | ▼ 5,7 miliardy USD     | ▲ 2,8 miliardy USD  | ▲ 166 milionů USD (▼ -166 milionů USD) |                                 | ▼ 2,9 miliard USD | ▲ 1,2 miliard USD |                   |                         | 2006           |
| 2005           | ▲ 5,9 miliardy USD     | 2,4 miliard USD     | 166 milionů USD                        |                                 | 3,5 miliard USD   | 1,1 miliard USD   |                   |                         | 2005           |
| 2004           | 5 miliardy USD         |                     |                                        |                                 |                   |                   |                   |                         | 2004           |
| Rok            | Obrat (Celkové příjmy) | Příjem – Hrubý zisk | Příjem – Čistý zisk                    | Provozní výnosy (Provozní zisk) | Přímé náklady     | Náklady na vývoj  | Celková aktivita  | Celkový vlastní kapitál | Rok            |

### Podíl na trhu
| Celkový počet dodaných GPU | Celkový počet dodaných GPU | Celkový počet dodaných GPU | Celkový počet dodaných GPU | Celkový počet dodaných GPU |
| Kvartál Rok                | Q2 2011                    | Q1 2011                    | Q2 2010                    | Kvartál Rok                |
| -------------------------- | -------------------------- | -------------------------- | -------------------------- | -------------------------- |
| AMD                        | 28 950                     | 31 221                     | 29 975                     | AMD                        |
| AMD                        | 24,1 %                     | 24 %                       | 24,5 %                     | AMD                        |
| Intel                      | 66 450                     | 73 300                     | 66 400                     | Intel                      |
| Intel                      | 55,4 %                     | 56,3 %                     | 54,3 %                     | Intel                      |
| Matrox                     | 0                          | 0                          | 50                         | Matrox                     |
| Matrox                     | 0 %                        | 0 %                        | 0 %                        | Matrox                     |
| NVIDIA                     | 23 845                     | 24 875                     | 24 225                     | NVIDIA                     |
| NVIDIA                     | 19,9 %                     | 19,1 %                     | 19,8 %                     | NVIDIA                     |
| SIS/XGI                    | 0                          | 0                          | 880                        | SIS/XGI                    |
| SIS/XGI                    | 0 %                        | 0 %                        | 0,7 %                      | SIS/XGI                    |
| VIA/S3                     | 750                        | 880                        | 840                        | VIA/S3                     |
| VIA/S3                     | 0,5 %                      | 0,7 %                      | 0,7 %                      | VIA/S3                     |
| Další                      | 0                          | 0                          | 0                          | Další                      |
| Další                      | 0 %                        | 0 %                        | 0 %                        | Další                      |
| Celkem                     | 120 020                    | 130 276                    | 122 370                    | Celkem                     |
| Celkem                     | 100 %                      | 100 %                      | 100 %                      | Celkem                     |
| Kvartál Rok                | Q2 2011                    | Q1 2011                    | Q2 2010                    | Kvartál Rok                |

## Produkty

### Procesory
Firma AMD vyvíjí procesory, aktuálně řady Ryzen, které nahradily zastaralé FX. Ryzeny jsou srovnatelné s konkurenčními procesory od Intelu, přičemž v některých parametrech u vyšších řad jsou i znatelně výkonnější. Vyvíjí také nové APU, která funguje na socketu AM4 s nahradil tak starší FM2+ a AM3. Dnešní procesory Ryzen 2. generace jsou vyráběny 12 nm výrobní technologií, jejich předchůdci byly procesory Ryzen 1.generace vyráběny 14 nm výrobní technologií, kolem června–srpna 2019 vyjdou také procesory Ryzen 3. generace vyráběny 7 nm výrobní technologií.

### Grafické čipy
AMD vyvíjí grafické čipy Radeon. Ty jsou osazovány na grafické karty řady Radeon a FireGL. Radeon je pro spotřební segment, FireGL se využívá v profi grafickém segmentu. Čipy podporují rozhraní PCI Express x16 3.0.
Společnost operuje v celém portfoliu grafických karet. Od nižší třídy přes Střední a vyšší třídu až po Serverový a firemní trh. Její celkové obsazení spotřebitelského trhu se odhaduje na 21% (2014).
Společnost u svých grafických karet využívá nejmodernější technologie od pamětí DDR3 (nižší třída) přes GDDR5 až po nové HBM dnes již v druhé generaci (HBM 2) a GDDR6 u GPU s označením AMD Navi.

#### Výrobci grafických karet
- Asus
- Gainward (v roce 2009 ukončili spolupráci)
- Gigabyte Technology
- Micro-Star International (MSI)
- Powercolor
- Sapphire – vždy osazoval pouze GPU od firmy AMD (srpen 2011)
- XFX
- HIS
- ASrock
- Biostar
- ColorFire [49]
- Dataland [50]
- Kurotoshiku
- Maxsun [51]
- VisionTek
- Pradeon[52]
- Yeston [53]
- HUANANZHI [54]

### Čipsety
S koupením ATI získala i čipsety, které nadále vyvíjí. Nejnovější řada je X570 "Valhalla" série pro patici AM4 (Socket 1331). (2019).
Společnost vyvíjela čipsety i dříve, ale vývoj ukončila s příchodem Socket A.

### Operační paměti
Společnost si nechala vyrobit neurčitý menší počet operačních pamětí s paměťovými čipy s jejich logem pro OEM segment partnerů. Chtěla údajně zjistit, jestli by o ně byl zájem. Přesto se pár pamětí dostalo na veřejnost. Existovala i oficiální stránka, ale ta byla stažena. Uvolněny byly moduly o velikosti 2 GiB a frekvenci 1066, 1333 a 1600 MHz.
O dva měsíce později se společnost rozhodla uvést operační paměti s vlastním logem i volně do prodeje. Čipy nesou logo společnosti, ale samotná výroba operačních pamětí probíhá u dvou společností Patriot a VisionTek. Paměti spadají do třech výkonnostních řad: Entertainment, Performance a Radeon. Všechny řady mají velikost 2, 4 nebo 8 GB, nepodporuji ECC, mají 240 pinů a mají výšku 3 cm. Řada Entertainment je určena hlavně pro OEM a výrobce počítačů a má zaujmout nízkou cenou; prodejní efektivní frekvence je 1333 MHz a napětí 1,5 V. Řada Performance je určena hlavně pro běžné uživatele, prodejní efektivní frekvence je 1333 a 1600 MHz a napětí 1,35 až 1,5 V. A řada Radeon je určena hlavně pro výkonné sestavy, prodejní efektivní frekvence je 1866 MHz a napětí je 1,5 až 1,65 V.

## Historie

### Historie společnosti
Důležité milníky
- 1. května 1969 založení společnosti.
- V září 1969 se společnost přestěhovala do nového sídla na adrese 901 Thompson Place ve městě Sunnyvale.
- V roce 1972 prošla společnost transformací na akciovou společnost (Limited Public).
- V roce 1973 společnost otevřela první zámořskou výrobní fabriku ve městě Penang ve státu Malajsie.
- V roce 1975 společnost začala produkovat RAM paměti a přesněji čip Am9102.
- V roce 1976 společnost se dohodla a podepsala smlouvu o výměně patentů se společností Intel.
- V roce 1977 založila společnost společně s další společností novou společnost Advanced Micro Computers.
- V roce 1979 společnost vstoupila na kapitálový trh – na newyorskou burzu NYSE.
- V roce 1980 došlo k redesignu loga, které zůstalo po mnoho let nezměněné.
- V roce 1982 došlo k uzavření smluvního vztahu s IBM, společnost AMD dodávala klony procesorů Intel 8086 a 8088.
- V roce 1983 společnost začala vyrábět výrobky splňující standard INT.STD.1000.
- V roce 1986 společnost Intel rozvázal smlouvu se společností AMD a ta následně zažalovala společnost Intel.
- V roce 1988 bylo založeno centrum vývoje AMD Submicron Development Center ve městě Sunnyvale, stát Kalifornie.
- V roce 1993 byla spolu se společností Fujitsu založena společnost Spansion, která se zabývá produkcí Flash pamětí.
- V roce 1996 byla provedena fúze se společností NexGen.
- V roce 1998 společnost oznámila partnerství se společností Motorola.
- V roce 1999 byly prodány návrhy programovatelný logický pamětí Vantis společnosti Lattice Semiconductor a společnost představila první procesor architektury x86, který běžel na frekvenci vyšší než 1 GHz, přesněji na 1016 MHz.
- V roce 2000 společnost získala důležitou osobnost Hector Ruiz.
- V roce 2002 byla provedena fúze se společnosti Alchemy Semiconductor.
- V roce 2003 byla podepsána smlouva se společností IBM, dále byla uzavřená strategická spolupráce se společností Sun Microsystems a odkoupení společnosti National Semiconductor.
- V roce 2006 společnost AMD odkoupila společnost ATI a otevření nového výzkumného centra AMD Shanghai Research and Development Center (SRDC).
- V roce 2008 nastupuje na pozici ředitele Hectora Ruize nový ředitel Dirk Meyer.
- V roce 2009 byl vyřešen soudní spor mezi společnostmi AMD a Intel mimosoudně ve prospěch AMD.
- V roce 2010 společnost spustila nový program AMD Fusion Fund.
- V srpnu roku 2011 byl zvolen nový prezident společnosti a hlavní ředitel Rory Read.
- V říjnu roku 2014 byla zvolena nová prezidentka společnosti a hlavní ředitelka Lisa Su

Éra 70. let a založení firmy

Společnost AMD byla založena 1. května 1969 se vstupním kapitálem 100 tisíc USD, bývalými pracovníky firmy Fairchild Semiconductor Jerry Sanders III, Ed Turney, John Carey, Sven Simonsen, Jack Gifford a třemi členy Gifford týmu Frank Botte, Jim Giles a Larry Stenger. První pracovní prostor byl podle některých zdrojů obývací pokoj v rodinném domě spoluzakladatele John Carey. První zaměření firmy bylo na logické čipy. Následně se přestěhovali do dvou kanceláří ve městě Santa Clara. Po získání peněz na výrobní kapacity a nové sídlo, se během září přestěhovala společnost do nového sídla na adrese 901 Thompson Place ve městě Sunnyvale. V listopadu v továrně Fab1 byly dosaženy první dobré výsledky čipu Am9300, 4bitový MSI shift register. Pro pár následujících let bylo portfolium společnosti tvořeno hlavně nabízením optimalizace výrobků jiných firem (tzv. prostředky alternativních zdrojů), optimalizace byly většinou pro vyšší rychlost a výkon. Proto používali i heslo: „Parametry především“. Pro zvýšení kvality poskytovaných služeb, společnost začala používat vysokou záruku kvality všech výrobků podle vojenského standardu MIL-STD-883.
Éra 80. let a vstupu na akciový trh a nových výrobních prostorů

V květnu 1970 měla společnost už 53 zaměstnanců a 18 výrobků, ale finanční zisky byly nízké. V roce 1972 prošla společnost transformací na akciovou společnost (Limited Public) a v září vydala společnost 525 tisíc akcií v cenně 15 USD/kus. O dva měsíce později v listopadu byla postavená nová továrna na adrese 902 Thompson Place ve městě Sunnyvale. Následující rok společnost otevřela první zámořskou výrobní fabriku ve městě Penang ve státu Malajsie. O rok později měla společnost už 1500 zaměstnanců a vyráběla přes 200 různých produktů, jak vlastních tak cizích návrhu a roční tržby byly zhruba 26,5 milionů dolarů. Společnost taky oslavila páté výročí existence společnosti. Během roku společnost investovala do zlepšování a rozšíření vybavení a začala výstavba nové továrny na adrese 915 DeGuigne ve městě Sunnyvale, která se později stala výrobní továrnou nově založené společnost Spansion, kterou založila společnost AMD a další, dnes je pojmenovaná jako Fab25 a umožňuje vyrábět 110 nm, 90 nm a 65 nm výrobním procesem, dále novou montážní dílnou ve městě Manila ve státu Filipíny a rozšířením továrny ve městě Penang. Na přelomu roku 1974 a 1975 zavádí společnost 44 hodinový pracovní týden kvůli recesi.

Následně v daném roce 1975 společnost začala produkovat RAM paměti a přesněji čip Am9102 a během roku vyslovil ředitel Jerry Sanders rčení: „Lidé v první řadě, výrobky a zisk budou následovat“ (people first, products and profit will follow!). Dále během reverzního inženýrství čipu Intel 8080 vytvořila bit-slice procesor pro návrh mini počítačů. V následujícím roce se společnost dohodla a podepsala smlouvu o výměně patentů se společností Intel. A taky společnost dosáhla hodnoty 168 miliónů USD. Na Vánoce společnost uspořádala oslavu v Rickeýs Hyatt House ve městě Palo Alto. O rok později 1977 založila společnost společně s další společností novou společnost Advanced Micro Computers. Následující rok otevírá společnost novou továrnu ve městě Manile, dále společnost dosáhla 100 milionů USD ročního příjmu a započala výstavba nové továrny ve městě Austin. 15. října 1979 společnost vstoupila na kapitálový trh – na newyorskou burzu NYSE, dále započala výroba v nových prostorách továrny ve městě Austin.
Podle společnosti Google, která získává data od společnosti NYSE, začala společnost AMD obchodovat s akciemi 6. ledna 1978. Počáteční cena akcie byla 0,75 USD a počet 2 138 000.
Éra 90. let a důležitých smluv a stavba výzkumného střediska
Následující rok 1980 došlo k redesignu loga. Následující rok dosáhla 2× vyšších zisků než před dvěma roky, dále společnost dosáhla důležitého úspěchu, vyvinuté čipy společností se namontovali do raketoplánu Columbia, je dostavěna nová výrobní továrna ve městě San Antonio a společnost se společností Intel obnovuje a rozšiřuje původní smlouvu o vzájemné výměně patentů. Na přelomu roku zainvestovala společnost do rozšíření výrobních kapacit továren ve městech Texas, San Antonii a Austion, kvůli zlepšení konkurenceschopnosti. Během počátku 90. let začala společnost více vyvíjet vlastní produkty. A v roce 1982 došlo k uzavření smluvního vztahu s IBM. Tato smlouva zajišťovala dodání mikroprocesorů typu AMD 8086 a později hlavně AMD 8088 do osobních počítačů značky IBM, známé pod značkou IBM PC. Jednalo se o přesné klony čipů Intel 8086 a 8088 navržené společností Intel, návrhy byly získány díky podepsání licenční smlouvy mezi společnostmi AMD a Intel. Dále společnost spustila první výrobní linku (MMP) továrny ve městě Austin, obsluhovali ji čtyři zaměstnanci. Společnost se společností Intel podepisuje další smlouvu o výměně patentů ohledně mikroprocesorů a obvodů řady iAPX86. Následující rok představuje společnost nový průmyslový standard INT.STD.1000, který zaručuje nejvyšší kvalitu v oboru. A během roku společnost založila pobočku AMD Singapur ve městě Singapur. Později, v roce 1984 se AMD umístila v žebříčku 100 nejlepších zaměstnavatelů v USA, další rok byla společnost poprvé umístěna v žebříčku Fortune 500. V roce 1986 byla rozvázána smlouva mezi společnostmi Intel a AMD, skončila tak výroba licencovaných klonů procesorů společnosti Intel, společnosti AMD se už nepovedlo získat návrhy nového procesoru Intel 80386. Toto rozvázání bylo zpochybněno u soudu, případ se táhl až do roku 1994, kdy Nejvyšší soud v Kalifornii rozhodl v prospěch společnosti AMD. Společnost vydala klon AMD Am386 v roce 1991.

Další spor mezi těmito společnostmi byl rozpoután následující rok, Intel zažaloval AMD kvůli porušení ochranné známky, AMD po pěti letech získalo právo na používání číselného označení svých procesorů, bylo to odůvodněno tím, že číslo nebo skupinu čísel si nejde registrovat jako ochranou známku a proto Intel následně pojmenoval další procesor slovem: Intel Pentium. Roku 1987 společnost rovně získala firmu Monolithic Memories a vstoupila na trh programovatelných logických pamětí. V roce 1988 bylo založeno centrum vývoje AMD Submicron Development Center ve městě Sunnyvale, stát Kalifornie, centrum slouží pro vývoj nejnovějších technologií.
Éra konce 20. století a důležitých smluv a odkoupení společnosti NexGen
V roce 1993 byla spolu se společností Fujitsu založena společnost Spansion, která se zabývá produkcí Flash pamětí. Následující rok byla podepsána smlouva se společnosti Compaq Computer v rámci produkce počítačů založených na čipech Am486. Po roce 1996 byla provedena fúze se společností NexGen, tato společnost se věnovala vývoji mikroprocesorů a společnost oznámila plán na výstavbu továrny Fab 30 ve městě Drážďany ve státu Německa. O dva roky později společnost oznámila partnerství se společností Motorola, výsledkem spolupráce byl vývoj polovodičové technologie na bázi mědi, následně měla být použita technologie v nové procesorové řadě AMD K7. O rok později 1999 byly prodány návrhy programovatelné logické paměti Vantis společnosti Lattice Semiconductor a společnost AMD představila první procesor architektury x86, který běžel na frekvenci vyšší než 1 GHz, přesněji na 1016 MHz.
Éra začátku 21. století a spolupráce s IBM, odkoupení společnosti ATI a rozdělení společnosti 2 subjekty
V roce 2000 se AMD s pomocí procesoru AMD Athlon stala prvním výrobcem procesorů s frekvencí vyšší než 1 GHz a společnost začala výrobu v továrně Fab 30 ve městě Drážďany ve Spolkové republice Německo. V roce 2002 byla provedena fúze se společnosti Alchemy Semiconductor, tato společnost se zabývala produkcí nízko odběrových a embedded procesorů a Jerry Sanders získal důležitou osobnost, prezidenta Hector Ruiz společnosti Motorola, ten se stal následně prezidentem společnosti AMD a COO. Následující rok došlo k podepsání smlouvy se společností IBM, smlouva se týkala společného vývoje výrobních technologií, který měl přinést pokročilejší výrobní proces, větší hustotu tranzistorů na čipu, vyšší frekvence čipu atd, to vše bylo využito při vývoji nového jádra procesoru AMD K8. Došlo také k uzavření strategické spolupráce se společností Sun Microsystems. A odkoupení společnosti National Semiconductor, která se zabývala výrobky na trhu architektury x86. V roce 2004 se společnost stala prvním producentem více jádrového procesoru, přesněji dvou jádrového procesoru a otevřela novou pobočku Advanced Micro Devices (China) Co., Ltd. ve městě Peking. O rok později 2005 byl představen nejvýkonnější procesor aktuální architektury pro servery 1 až 8P provedení i pracovní stanice. Také byla tento rok podána žaloba k antimonopolnímu soudu, týkala se omezování konkurence ze strany společnosti Intel, který v té době měl obsazeno 80 % trhu. Intel umožňoval dumpingové ceny pro výrobce, kteří integrovali do svých produktů pouze jeho procesory. AMD také otevřela další továrnu Fab 36 ve městě Drážďany, plný provoz začal o rok později. V roce 2006 došlo k významnému spojení s producentem grafických čipů, čipsetů a dalších produktů společností ATI, také uzavřela partnerství s producentem osobních počítačů společností DELL. Tato společnost začala do počítačů montovat i produkty společnosti AMD. Také bylo otevřeno nové centrum vývoje AMD Shanghai Research and Development Center (zkráceně SRDC) ve městě Šanghaj (vývoj pro mobilní platformu). Stala se rovněž zakládajícím členem neziskové organizace The Green Grid, která se zaměřuje na snížení spotřeby v IT odvětví. V prosinci tohoto roku proběhla první šetření pro podezření monopolu a smluvních cen mezi společnostmi ATI a NVIDIA.

A taky demonstrovala výkonnou PC platformu, která má výkon nad 1 teraflop. Následující rok 2007 byla uvedena první platforma Spider, ta obsahovala procesor Phenom, grafikou kartu HD 4800 a čipset série AMD 700. V roce 2008 začalo vedení společnosti řešit rozdělení společnosti na vývoj a výrobu, jednání pokračovaly až do roku 2009. Dále byl představen superpočítač TACC, který byl nejvýkonnějším v oblasti obecného výzkumu. Byl složen společně se společností Sun a obsahoval procesory AMD Opteron. Společnost spustila neziskový program AMD Changing the Game pro zlepšení vnímaní v oblasti techniky a života učením pomocí digitálních her se sociální obsahem. Představila AMD Cinema 2.0, která umožnila lépe rozlišit filmy od her. Dirk Meyer nastupuje na místo výkonného ředitele společnosti AMD místo Hectora Ruize.

V roce 2009 byl mimosoudním vyrovnáním ukončen spor mezi společnostmi AMD a Intel. Intel zaplatil 1,25 miliardy amerických dolarů a uzavřel se společností AMD novou cross-licenční smlouvu. To zaručilo oběma společnostem přístup k patentům druhé společnosti. Představila nový program Fusion Partner Program, ve kterém měla za úkol spolupracovat s ostatními společnostmi na zlepšení produktů. Uvedla novou značku VISION. Ta měla ulehčit nákup produktů lidem, kteří se nevyznají v informačních technologiích. Díky tomu, že každá verze VISION produktů měla zvládat některé činnosti (multimedia, multimedia a hry ...,). Došlo k prodeji výrobních kapacit nově vzniklé společnosti GlobalFoundries a vznikla i nová společnost Investment Company (ATIC = Advanced Technology Investment Co.), díky tomuto kroku se mohla společnost AMD už jenom plně věnovat vývoji. Společnost AMD vyrobila pětisetmiliontý procesor architektury x86 a taky padesátimiliontý grafický čip AMD Hollywood použitý v konzoli Nintento Wii. Uvedla novou platformu pro procesory do ultra tenkých notebooků pod označením Yukon (CPU AMD Athlon Neo, iGPU Radeon X1250 nebo Radeon HD 3410 Mobility). Uvedla i novou platformu Dragon, která kombinuje procesor AMD Phenom II X4, grafickou kartu Radeon HD 4800 a čipset série AMD 700. A získala zlaté ocenění U.S. Green Building Council Leadership in Energy and Environmental Design (LEED) pro pobočku ve městě Austin (nejekologičtější budova v Texasu). A společnost opustil Randy Allen na pozici senior více prezidenta, ve společnosti AMD byl od roku 1984.
Éra 10. let a získání produktů na trhu GPU a zvolení nového CEO
Na veletrhu Computex 2010 předvedla první procesor řady AMD Fusion (APU). Spustila program AMD Fusion Fund, který má za úkol spolupracovat s ostatními firmami na optimalizaci programů pro procesory AMD Fusion. Aktualizovala platformu VISION a přidala nové značky VISION Pro (notebooky Lenovo ThinkPad X100e a řada ThinkPad Edge). Získala od provincie Ontario v Kanadě pětiletý grant 52,8 milionu amerických dolarů (56,4 milionu kanadských dolarů) na vývoj dalších procesorů řady AMD Fusion a programovou základnu. V září téhož roku přestala používat u svých GPU oficiálně jmenovku ATI z důvodu vydání procesorů Fusion. Ve stejným roce byla vydána nová platforma Leo, obsahující procesor Phenom II X6, grafickou kartu Radeon HD 5000 a čipset řady AMD 800. V roce 2011, nadále používá pouze AMD Radeon HD xxxx (srpen 2011). Do roku 2010 byla 3. největším výrobcem GPU. Během roku 2010 předehnala společnost NVIDIA, ale pouze o pár procent (červen 2011). Následně, ale zase začala ztrácet a v Q1 2011 se zase propadla na 3. místo. 10. února 2011 byl zvolen nový prezident prozatímní ředitel společnosti Thomas Seifert, potom co nečekaně rezignoval bývalý ředitel Dirk Meyer, ten byl na své pozici necelé 2 roky. V srpnu 2011 byl zvolen nový prezident společnosti a hlavní ředitel Rory Read, přešel ze společnosti Lenovo, nahradil prozatímního ředitele společnosti Thomas Seifert, který byl ve své funkci přes 0,5 roku.

#### Společnost Spansion
V roce 1993 byla spolu se společností Fujitsu založena společnost Spansion na vývoj a produkci NOR Flash pamětí. V roce 2002 společnost Spansion získala další partnery AMD forms FASL a LLC. V roce 2005 společnost Spansion změnila právní formu na akciovou společnost. Od společnosti AMD převzala továrnu na adrese 915 DeGuigne ve městě Sunnyvale.

#### Rozdělení firmy (2009)
Výrobní a vývojová část

Na konci roku 2008 skončily jednání o rozdělení AMD na výrobní a vývojovou část. Následující rok (2009) byl vydán souhlas s rozdělením AMD a odprodejem 66% podílu vládě Abu Dhabi a vznikla firma GlobalFoundries Inc. Firma GlobalFoundries bude pro AMD, ale i ostatní firmy vyrábět procesory v továrnách, které dříve vlastnila firma AMD a dalších, které se chystá stavět.
Rozdělení firmy na oddělení
(květen 2009)
- Vývoj GPU a CPU povede Rick Bergman.
- „Advanced Technology Group“ povede Nigel Dessau.
  - Vývoj budoucích technologických inovací a marketingové oddělení
- Styk se zákazníky povede Emilop Ghilardi.

#### Odprodej továren (2009)
Před odprodejem továren firmě GlobalFoundries Inc. mělo AMD následující továrny: Fab 36 a Fab 30/38 (Drážďany, Německo) později přejmenována na Fab 1 a Fab4x (New York, USA) později přejmenována na Fab 8.

### Historie vývoje CPU
Společnost Advanced Micro Devices (dále AMD) byla založena 1. května 1969, založili ji dřívější výkonní manažeři ze společnosti Fairchild Semiconductor – byli jimi Jerry Sanders III, Ed Turney, John Carey, Sven Simonsen, Jack Gifford.
Důležité milníky
- V roce 1975 byla uvedena první vlastní produktová řady čipů AMD Am2900.
- V roce 1996 bylo uvedeno vylepšené jádro AMD K5.
- V roce 1997 bylo uvedeno vylepšené jádro AMD K6.
- V roce 1999 bylo uvedeno nové jádro AMD K7 (pojmenovány AMD Athlon).
- V roce 2000 byla uvedena nová řada levných procesorů AMD Duron.
- V roce 2001 byla uvedena nová řada mobilních procesorů AMD Athlon M.
- V roce 2003 bylo uvedeno nové jádro AMD K8 (procesory AMD Athlon 64, AMD Opteron a další).
- V roce 2005 byla uvedena nová řada mobilních 64bitových procesorů AMD Turion 64 a nová řada dvoujádrových procesorů AMD Athlon 64 X2.
- V roce 2007 bylo uvedeno vylepšené jádro „AMD K10“ (procesory AMD Opteron, AMD Phenom a další).
- V roce 2008 bylo uvedeno vylepšené jádro „AMD K10.5“ (procesory AMD Phenom II)
- V roce 2010 byla uvedena nová řada šesti jádrových procesorů AMD Phenom II X6
- V roce 2011 bylo uvedeno nové jádro AMD Bulldozer.
- V roce 2012 bylo uvedeno vylepšené jádro AMD Piledriver (nástupce jádra Bulldozer), na kterém staví procesor APU Trinity.
- V roce 2017 bylo uvedeno nové jádro ZEN na trh s kódovým označením Ryzen (Summit Ridge, K17).

### Historie vývoje GPU
- V roce 2007 uvedla společnost novou řadu grafických čipů ATI Radeon R600 letované na grafické karty Radeon HD 2000. Byly verze, jak pro stolní tak mobilní segment. Následující rok uvedla novou řadu GPU Radeon R800, který jako první podporoval API DirectX 11. V roce 2010 uvedla grafické karty AMD FireStream 9350 a 9370 s výkonem až 2,64 TFlops.[17]

#### Odkoupení ATI (2006)
25. října 2006 AMD dokončilo převzetí společnosti ATI, která vyvíjela grafické čipy, čipové sady a komponenty pro spotřební elektroniku. Odkoupení stálo AMD celkově 5,4 miliard USD, 4,3 miliard USD z pokladny a 58 miliónů svých akcií v hodnotě 1,1 miliardy USD. Tato částka byla velmi nadsazená a společnosti AMD to způsobilo finanční problémy, ale díky odkoupení se stalo více konkurenceschopné. Díky převzetí ATI má dnes celou platformu CPU-čipset-GPU, díky tomu mohla začít vyvíjet SoC řešení. Po odkoupení prodalo AMD část ATI, která vyvíjela grafické čipy pro mobilní zařízení a procesory ARM.
Byla také vedena jednání s firmou NVIDIA, ale neúspěšně. Vedení se nedokázalo dohodnout na ceně a dalších věcech mezi sebou. Po letech vyšlo najevo, že na NVIDIi má už velmi dlouho kupní moc nejdřív Microsoft, to mohl být jeden z dalších důvodů.

### Historie technologií
Éra začátku 21. století a generace technologií CrossFire, Cool'n'Quiet a EyeFinity
V roce 2000 uvedla novou technologii AMD PowerNow! (použita v CPU AMD K6-2+). O rok později vyvinutá technologie AMD HyperTransport je přijata firmami Agilent, Apple Computer, Broadcom, Cisco Systems, IBM, nVidia, Sun a Texas Instruments. Roku 2002 uvedla novou technologii AMD Cool'n'Quiet (použita v CPU Athlon XP). V roce 2006 uvedla vylepšenou technologii CrossFire a novou AMD Live! pro multimediální PC. O 2 roky později uvedla rozšíření AMD LIVE! Explorer, který umožnil zlepšit HD obsah na domácích PC. A taky představila novou technologii AMD Eyefinity, která umožnila zapojit až 6 monitorů na 6 výstupů z jedné grafické karty. S vydáním procesorů architektury Zen přibyly také technologie Pure Power, Precision Boost, Extended Frequency Range (XFR), Neural Net Prediction a Smart Prefetch. Se Zen+ a X470 chipestem přibylo StoreMI. S grafickými kartami Navi přibylo Fidelity FX. Již delší dobu jsou na trhu také monitory s podporou FreeSync a FreeSync 2, které de facto vylepšují funkci vertikální synchronizace (Vsync).

## Zranitelnost
Roku 2020 byla objevena letitá zranitelnost procesorů AMD, která umožňuje extrahovat klíče AES.